# Blepharotoma ohausiana
Blepharotoma ohausiana är en skalbaggsart som beskrevs av Saylor 1938. Blepharotoma ohausiana ingår i släktet Blepharotoma och familjen Melolonthidae. Inga underarter finns listade.